# Ильницы (Helophilus)
И́льницы (лат. Helophilus) — род мух-журчалок из подсемейства Eristalinae, которые используют имитацию под пчёл. Научное название происходит от др.-греч. ἕλος — «болото», «заливной луг» и φίλος «любитель».

## Экология и местообитания
Длина тела имаго 8—16 мм. Глаза голые. Радиальная жилка на крыле с изгибом. Все виды Helophilus имеют характерные продольные полосы на среднеспинке. На брюшке имеются жёлтые пятна и перевязи. Личинки обитают в водоёмах, богатых органическими веществами.

## Палеонтология
В ископаемом состоянии известны из миоценовых отложений Германии и России.

## Виды
Род насчитывает около 25 видов:
- Helophilus affinis Wahlberg, 1844
- Helophilus antipodus Schiner, 1868
- Helophilus bilinearis Williston, 1887
- Helophilus borealis Staeger, 1845[5]
- Helophilus bottnicus Wahlberg, 1844
- Helophilus campbellicus Hutton, 1902
- Helophilus celeber Osten Sacken, 1882
- Helophilus cingulatus Fabricius, 1775
- Helophilus consimilis Malm, 1863
- Helophilus continuus Loew, 1854
- Helophilus contractus (Claussen & Pedersen, 1980)
- Helophilus distinctus Williston, 1887
- Helophilus divisus Loew, 1863
- Helophilus fasciatus Walker, 1849
- Helophilus frutetorum (Fabricius, 1775)
- Helophilus groenlandicus (Fabricius, 1780)
- Helophilus hochstetteri Nowicki, 1875
- Helophilus hybridus Loew, 1846
- Helophilus ineptus Walker, 1849
- Helophilus insignis Violovitsh, 1979[5]
- Helophilus intentus Curran and Fluke, 1922
- Helophilus interpunctus (Harris, 1776)
- Helophilus kurentzovi (Violovitsh, 1960)
- Helophilus laetus Loew, 1863
- Helophilus lapponicus Wahlberg, 1844
- Helophilus latifrons Loew, 1863
- Helophilus lineatus (Fabricius, 1787)
- Helophilus lunulatus Meigen, 1822
- Helophilus neoaffinis Fluke, 1949
- Helophilus obscurus Loew, 1863
- Helophilus obsoletus Loew, 1863
- Helophilus oxycanus (Walker, 1852)
- Helophilus parallelus (Harris, 1776)
- Helophilus pendulus (Linnaeus, 1758)
- Helophilus perfidiosus (Hunter, 1897)
- Helophilus pilosus Hunter, 1897
- Helophilus relictus (Curran & Fluke, 1926)
- Helophilus rex (Curran & Fluke, 1926)
- Helophilus sapporensis Matsumura, 1911
- Helophilus seelandica Gmelin, 1790
- Helophilus sibiricus Smirnov, 1923[5]
- Helophilus stipatus Walker, 1849
- Helophilus transfugus (Linnaeus, 1758)
- Helophilus trivittatus (Fabricius, 1805)
- Helophilus turanicus Smirnov, 1923[5]
- Helophilus versicolor (Fabricius, 1794)
- Helophilus virgatus Coquillett, 1898